# Where Danger Lives
Where Danger Lives is een Amerikaanse film noir uit 1950 onder regie van John Farrow. Destijds werd de film in Nederland uitgebracht onder de titel Verborgen gevaar.

## Verhaal
De jonge arts Jeff Cameron wordt verliefd op zijn patiënte Margo Lannington en hij raakt betrokken bij de dood van haar man. Ze moeten samen vluchten naar de grens met Mexico.

## Rolverdeling
| Acteur             | Personage            |
| ------------------ | -------------------- |
| Robert Mitchum     | Dr. Jeff Cameron     |
| Faith Domergue     | Margo Lannington     |
| Claude Rains       | Frederick Lannington |
| Maureen O'Sullivan | Julie Dorn           |
| Charles Kemper     | Politiecommissaris   |
| Ralph Dumke        | Klauber              |
| Billy House        | Mijnheer Bogardus    |
| Harry Shannon      | Dokter Maynard       |
| Philip Van Zandt   | Milo DeLong          |
| Jack Kelly         | Dokter Mullenbach    |
| Lillian West       | Mevrouw Bogardus     |